# Friedenweiler
Friedenweiler là một thị xã trong huyện Breisgau-Hochschwarzwald bang Baden-Württemberg phía nam nước Đức. Đô thị Friedenweiler có diện tích 27,08 km². Đô thị này có cự ly 10 km về phía bắc Titisee-Neustadt. Dân số Friedenweiler thời điểm 31 tháng 12 năm 2020 là 2014 người.